# ターゲット・フィールド
ターゲット・フィールド（Target Field）は、アメリカ合衆国ミネソタ州ミネアポリスにある野球場。メジャーリーグベースボール（以下：MLB）のミネソタ・ツインズのホーム球場でもある。

## 概要
MLBのミネソタ・ツインズは2009年までヒューバート・H・ハンフリー・メトロドームを本拠地として使用していた。しかし、老朽化に伴って新スタジアム建設を発表した。命名権はターゲットが取得、位置はNBAなどで使用されているターゲット・センターの近く。建設はミネアポリスの「Mortensen Construction」（同社はミネソタ大のTCFバンクスタジアムNFLのミネソタ・バイキングスのUSバンク・スタジアムを建設）が担当した。
スタジアムは天然芝の屋外球場である。本スタジアム開場当時、MLB 30球団の本拠地球場で人工芝を使用する球場はトロントのロジャーズ・センターと、セントピーターズバーグのトロピカーナ・フィールドの2つだけだった(その後、フェニックスのチェイス・フィールド、アーリントンのグローブライフ・フィールド、マイアミのローンデポ・パークが加わり、現在は5つ)。
2010年4月12日、ボストン・レッドソックス戦で初の公式戦開催。ジェイソン・クベルが球場第1号本塁打を打ち、5－2で勝利。カール・パバーノが最初の勝利投手となった。

## 特徴

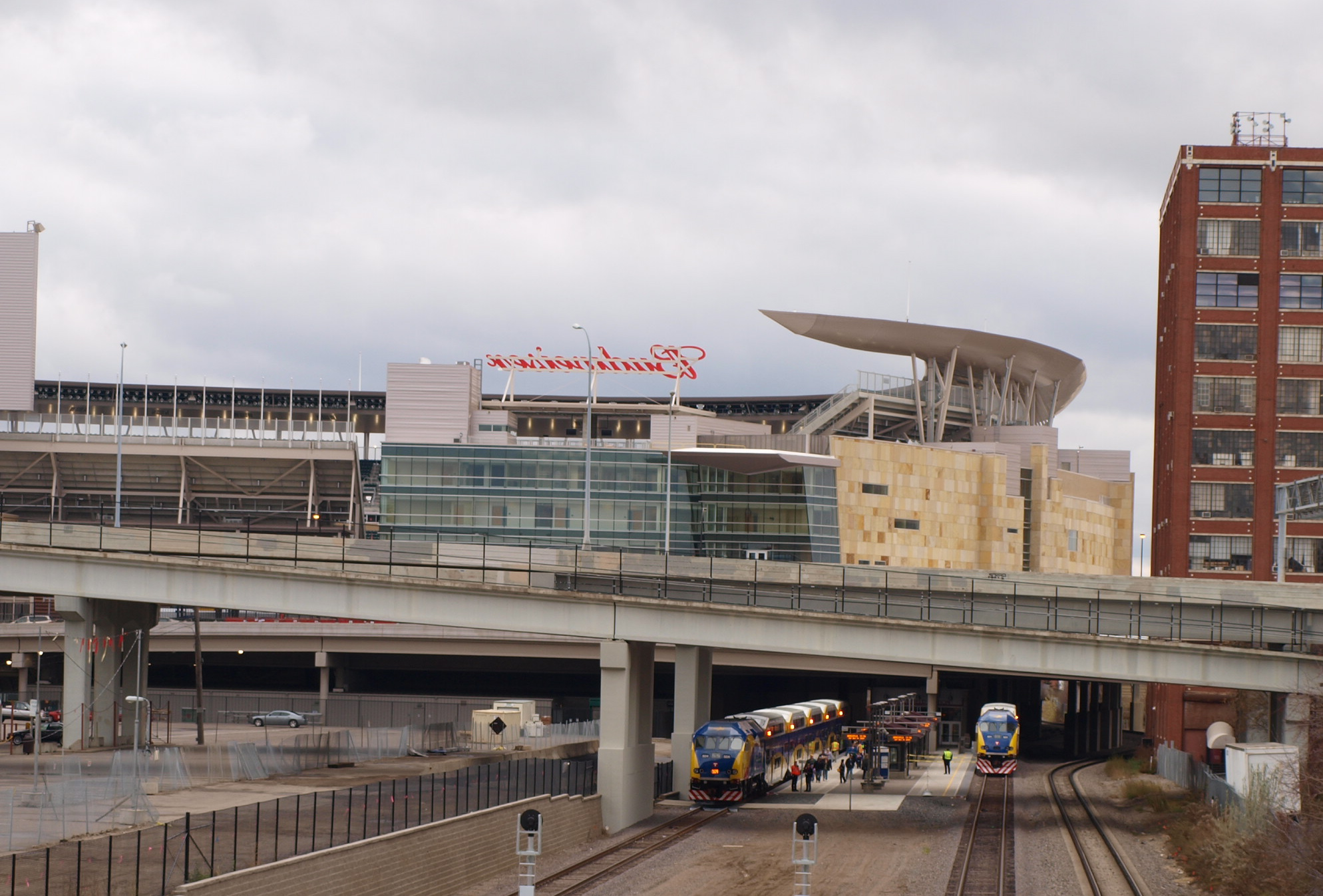
球場外観とその周辺

ダウンタウン中心部から少し西側に離れた場所にあり、繁華街からは気軽に歩いていくことができる。
球場の外壁は、少し黄色掛かった深みのある石灰岩「カスタストーン」が使用されているが、これはミネソタの各地で見ることができる馴染み深いものである。さらに球場の屋根はミネソタの大自然に浮かぶ雲をイメージするなど、ミネソタの自然・地域性を最大限尊重すべく配慮されている。
また敷地の関係上、球場の下を鉄道が通るため、鉄道駅としての機能も与えられている。

## 主な出来事
- 2010年3月27日、ミネソタ大学対ルイジアナ工科大学戦で開場した。
- 2010年4月12日、初のMLB公式戦開催（ツインズ 5－2 レッドソックス）。
- 2014年7月15日、第85回MLBオールスターゲームが開催された。
- 2022年1月1日、NHLウィンター・クラシック（英語版）が開催された[5]。
- 2025年7月13日、バイロン・バクストンが5打数5安打（うち単打2本で二塁打、三塁打、本塁打各1本）のサイクル安打を達成[6]。ツインズでは12人目で、ターゲット・フィールドでの達成は開場以来初となった。（ツインズ 14 - 1 パイレーツ）